# Juliano (romance)
Juliano (em inglês: Julian) é um romance de 1964 de Gore Vidal, uma obra de ficção histórica escrita principalmente na primeira pessoa que trata da vida do imperador romano Flávio Cláudio Juliano (conhecido pelos cristãos como Juliano, o Apóstata), que reinou brevemente de 361 a 363 d.C.

## Romance
A história do romance começa em março de 380 d.C., quase 20 anos após a morte de Juliano. Começa como o texto de uma série de cartas entre Libânio e Prisco de Épiro, dois confidentes de Juliano. Em suas várias cartas, eles discutem suas vidas e, em particular, os eventos recentes envolvendo um édito imperial de Teodósio envolvendo o Credo Niceno do cristianismo. Em sua primeira carta a Prisco, Libânio propõe escrever uma biografia de Juliano. Eventualmente, Prisco concorda em enviar um manuscrito escrito pelo próprio Juliano a Libânio, junto com seus próprios comentários escritos nas margens.
O restante do romance é então apresentado como o manuscrito de Juliano em sua forma original, incluindo instruções para o eventual editor e publicador. As notas marginais de Prisco são incorporadas à narrativa de Juliano onde ele se sente apto a comentar ou expandir certas partes da narrativa. Esses comentários são então frequentemente seguidos pelos comentários de Libânio sobre a narrativa e os comentários de Prisco. Frequentemente, eles oferecem uma interpretação retrospectiva diferente e às vezes contraditória de eventos e pessoas do que Juliano expressa em seu manuscrito.
A narrativa de Juliano apresenta sua história de vida, mas é muito autorreflexiva em algumas partes. Ele tenta ser crítico de suas próprias deficiências, bem como tenta reconstruir seus pensamentos e emoções em vários pontos de sua vida e carreira pública. Ele frequentemente incorpora suas próprias observações sobre tudo, desde a natureza humana até religião, filosofia, e governo.

### Enredo
Juliano foi o último parente direto de Constantino, o Grande, a assumir a púrpura, sendo seu pai meio-irmão de Constantino. Como imperador, ele tentou destruir a influência da igreja cristã. Seus objetivos eram trazer de volta, primeiramente, a adoração do antigo panteão romano, em segundo lugar, outras religiões, incluindo o judaísmo (ele tenta restaurar o Templo Judaico) e, em terceiro lugar - com ênfase especial na crescente crise nas fronteiras de Roma - o mitraísmo, uma religião de mistérios que era popular entre os soldados romanos.
O livro tem a forma de correspondência entre dois pagãos helenísticos, Libânio, que está pensando em escrever uma biografia de Juliano, e Prisco, que possui as memórias pessoais de Juliano. O cristianismo, a esta altura, tornou-se a religião oficial do Império Romano (conforme decretado pelo imperador Teodósio), com tumultos e inquisição causando extrema violência entre tradicionalistas e cristãos, e até mesmo entre seitas cristãs. Apenas trinta anos após o romance acontecer, a cidade de Roma seria saqueada pelos godos.
O livro de memórias relata a vida de Juliano desde a época em que tantos membros de sua família foram expurgados por seu primo, o imperador Constâncio II (a quem ele sucedeu no trono), seu "exílio" em bibliotecas quando criança e suas subsequentes experiências negativas na infância com a hipocrisia cristã e o conflito sobre dogma (ver Arianismo). À medida que ele amadurece, uma fenda se forma entre Juliano e seu perturbado meio-irmão Constâncio Galo, que é feito César (herdeiro da púrpura) por Constâncio II; Juliano alega, para sua segurança, não ter nenhum interesse além de filosofia, então ele empreende uma viagem a Atenas para estudar com os maiores professores da cidade. Aqui, ele vê pela primeira vez Libânio, o narrador do livro, e tem um caso com uma filósofa, Macrina. Ele também conhece alguns dos primeiros Padres da Igreja em seus anos de formação, incluindo o agradável Basílio de Cesareia e o abrasivo e desonesto Gregório de Nazianzo. Juliano se torna um leitor, um ofício menor na igreja cristã, mas continua a aprender sobre as religiões tradicionais: ele estuda o Neoplatonismo na Ásia Menor sob Edésio, e é iniciado nos Mistérios Eleusinos em Atenas (que ele mais tarde tentaria restaurar).
Juliano é eventualmente feito César no lugar de Galo, que foi executado por Constâncio II por crueldade, devassidão e para satisfazer a lendária insegurança e paranóia de Constâncio. Isso deixa Juliano como sucessor de Constâncio II, e ele recebe (a princípio nominalmente) o comando da Gália, sob ataque dos alamanos. Subsequentemente, Juliano toma o controle militar e administrativo prático de seus "conselheiros" e, contra as expectativas, experimenta um sucesso militar esmagador sobre os alemães em Estrasburgo. Após a morte de Helena, esposa de Juliano e irmã de Constâncio, e diante da paranoia maníaca cada vez maior de Constâncio, Juliano empreende uma curta rebelião contra Constâncio, que termina sem derramamento de sangue, com a morte natural de Constâncio durante a jornada para confrontar Juliano, e a ascensão de Juliano ao título de Augusto.
O reinado inicial de Juliano é bem-sucedido, com a remoção do cargo de eunucos da corte, cujo verdadeiro papel Juliano vê como sendo arrastar os cofres do estado e isolar os imperadores das preocupações do mundo real. Ele também empreende tentativas de impedir a disseminação do cristianismo; referindo-se à religião ao longo do romance como "sertão" e um "culto à morte" (e igrejas como "casas mortuárias", por sua reverência às relíquias), Juliano vê o melhor meio de fazer isso como bloquear os cristãos de ensinar literatura clássica, relegando assim sua religião a públicos não intelectuais e frustrando as tentativas dos cristãos de desenvolver a retórica sofisticada e o intelectualismo das religiões tradicionais romanas e helenísticas. Aqui, a natureza obstinada de Juliano começa a afetar sua habilidade de conhecer suas próprias capacidades, evidente em vários confrontos com o clero trinitário e com conselheiros. No entanto, Juliano aproveita a oportunidade para delinear seus argumentos contra o cristianismo e expor sua visão para reformar e restaurar a vida cívica romana. Suas reformas estão em andamento quando, apesar de sua própria fé na profecia, Juliano empreende uma campanha mal-aventurada para recuperar a Mesopotâmia romana do Império Sassânida.
Isso marca uma reviravolta significativa no romance, pois é o fim das memórias de Juliano. O resto do romance consiste em despachos de campo e entradas de diário detalhando a campanha de Juliano, com comentários de Prisco e reflexões de Libânio. Inicialmente, Juliano é extremamente bem-sucedido (apesar de confiar na datada Anábase de Xenofonte para detalhes geográficos da região), alcançando Ctesifonte e derrotando o imperador persa em várias batalhas decisivas. No entanto, depois que as táticas persas de terra arrasada deixam o exército de Juliano sem comida ou água, torna-se aparente que a lealdade dos oficiais cristãos está em questão, e que uma conspiração pode estar em andamento para matar Juliano. Prisco relata uma curta conversa com outro conselheiro não cristão durante a campanha, na qual lhe é dito simplesmente, "não estamos seguros". De fato, os despachos de Juliano começam a mostrar ilusão por parte do imperador, e apesar de sua compreensão da realidade cada vez mais erodida e de suas próprias limitações, ele continua até um quase motim de seus soldados. Pouco tempo depois, durante o retorno ao território romano, Juliano corre para lutar contra um ataque persa na linha, evitando sua armadura, já que seu ajudante Calisto não consertou suas tiras quebradas. Juliano retorna ao acampamento mortalmente ferido e, apesar dos esforços de seu médico e amigo Oribásio, ele morre sem escolher um sucessor. Aqui, a narrativa de Vidal se afasta um pouco da história conhecida de Julian, pois fica claro no romance que Julian foi ferido por uma lança romana. Após a remoção do corpo de Julian, Priscus secretamente vasculha os pertences de Julian, pegando as memórias e o diário de Julian para si e salvando-os da censura. Os oficiais cristãos vencem o debate sobre quem elevar ao título de Augusto, decidindo-se pelo simplório e bêbado Joviano. A campanha termina em desastre, e Jovian cede porções significativas do território oriental de Roma ao Império Sassânida.
O resto do romance consiste na correspondência contínua de Libânio e Prisco; Libânio pergunta a Prisco o que ele sabe sobre a morte de Juliano, ele mesmo suspeitando que sempre houve uma conspiração entre os oficiais cristãos para matar Juliano. Prisco responde (com a garantia de que seu papel como fonte de tal informação seria mantido anônimo) que, ao visitar Calisto anos depois, Prisco perguntou se Calisto, que cavalgou para a batalha com Juliano no dia de sua morte, viu quem matou o imperador. O conto originalmente unidimensional e vago de Calisto começou a ganhar mais detalhes, e quando Prisco perguntou novamente se Calisto sabia a identidade do assassino, Calisto respondeu que sim, é claro: "fui eu quem matou o Imperador Juliano". Calisto relatou ter quebrado as tiras da armadura de Juliano antes do combate fatal, e pessoalmente esfaqueado Juliano com sua lança. Prisco perguntou como Calisto poderia odiar Juliano, seu benfeitor. O cristão Calisto respondeu, assustadoramente, que não odiava Juliano, mas o admirava, e que "todos os dias [Calisto] reza" pela alma de Juliano. Prisco encerra a anedota implorando a Libânio para manter seu nome fora de qualquer relato publicado da morte de Juliano, citando os poderosos co-conspiradores de Calisto do exército e a brutalidade bem documentada de Teodósio, e os piores medos de Libânio sobre a morte de Juliano são confirmados.
O romance termina com Libânio enviando uma carta ao imperador Teodósio pedindo permissão para publicar as memórias de Juliano; ela é negada. Lamentando sua saúde precária, a proscrição politicamente motivada de Teodósio da religião tradicional e o fim da cultura intelectual e sua substituição por violência religiosa generalizada e intolerância, Libânio conhece João Crisóstomo, seu antigo melhor aluno, dando um sermão em uma igreja cristã. Libânio finalmente percebe que a religião tradicional foi derrotada, visto que até mesmo os melhores e mais brilhantes de seus alunos adotaram o cristianismo com entusiasmo. Irritado com o triunfo solene de João, Libânio chama o cristianismo de culto à morte e, em resposta, João Crisóstomo morbidamente sugere que o cristianismo abraça a morte vindoura do mundo clássico. Por extensão, embora um pouco mais vagamente, João afirma que aguarda o apocalipse vindouro. Para encerrar, Libânio escreve, profeticamente, que espera que o colapso vindouro da razão e do mundo romano seja apenas temporário, comparando a morte do Império à de sua lâmpada de óleo, e expressa a esperança de que a razão e o "amor do homem pela luz" um dia trariam de volta a prosperidade, a estabilidade, e o intelectualismo do império pré-cristão.

## Temas principais
A própria introdução de Vidal observa que ela lida com as mudanças no cristianismo feitas por Constantino e seus sucessores. A visão de Vidal é que a promoção do cristianismo por Constantino e a criação de uma ortodoxia, escolas de pensamento conflitantes (muitas mais tarde denunciadas como heresia), foi motivada pelas necessidades políticas de Constantino, em vez de uma crença profundamente arraigada, e que essa política foi continuada por seus sucessores dinásticos.
Como outros romances históricos de Vidal, o romance é baseado no uso extensivo de fontes contemporâneas, incluindo as próprias obras de Juliano, e grande parte da última parte do livro obviamente usa Amiano Marcelino (que testemunhou a morte de Juliano) e Libânio, ambos amigos de Juliano e que aparecem como personagens no romance. Ele também reflete a opinião de Juliano mantida por Edward Gibbon em sua História do Declínio e Queda do Império Romano.
A morte de Juliano e as razões para isso são baseadas na opinião de Libânio e na interpretação de Vidal de uma lacuna muito curta, mas vital, na história de Amiano, devida à censura ativa e não à devastação do tempo.

## Recepção crítica
Juliano foi criticado pelo historiador Robert Browning por creditar ao seu tema façanhas sexuais para as quais não há evidências. Browning observa, além disso, que no livro, "Juliano é menos seguro e claramente delineado em sua relação com o poder político ou com Deus do que em relação aos seus semelhantes ou à sua própria vida interior."